# Orońsko (gmina)
Orońsko (daw. gmina Orońsk) – gmina wiejska w województwie mazowieckim, w powiecie szydłowieckim, w aglomeracji radomskiej. W latach 1975–1998 gmina położona była w województwie radomskim.
Siedziba gminy to Orońsko.
Według danych z 30 czerwca 2004 gminę zamieszkiwały 5723 osoby. Natomiast według danych z 31 grudnia 2019 roku gminę zamieszkiwało 5969 osób.

## Struktura powierzchni
Według danych z roku 2002 gmina Orońsko ma obszar 81,91 km², w tym:
- użytki rolne: 73%
- użytki leśne: 19%

Gmina stanowi 17,46% powierzchni powiatu.

## Historia
Gminę zbiorową Orońsk utworzono 13 stycznia 1867 w związku z reformą administracyjną Królestwa Polskiego. Gmina weszła w skład nowego powiatu radomskiego w guberni radomskiej i liczyła 2241 mieszkańców.

## Demografia

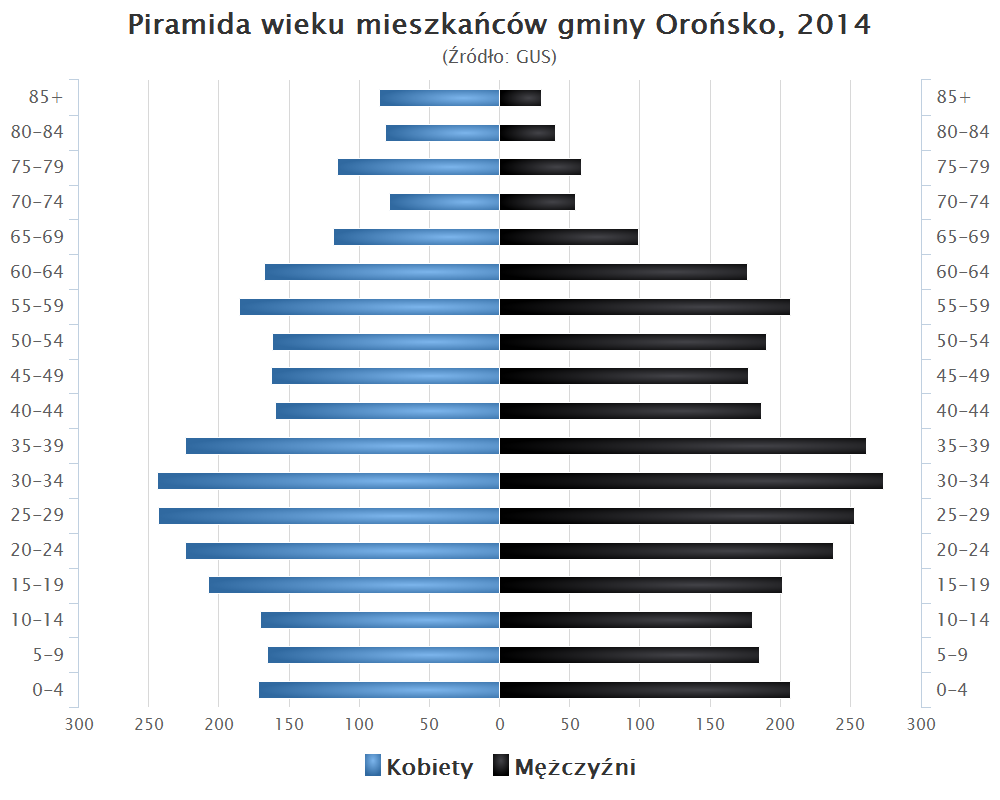
Piramida wieku mieszkańców gminy Orońsko w 2014 roku

Dane z 30 czerwca 2004:
| Opis                              | Ogółem | Ogółem | Kobiety | Kobiety | Mężczyźni | Mężczyźni |
| --------------------------------- | ------ | ------ | ------- | ------- | --------- | --------- |
| jednostka                         | osób   | %      | osób    | %       | osób      | %         |
| populacja                         | 5723   | 100    | 2886    | 50,4    | 2837      | 49,6      |
| gęstość zaludnienia (mieszk./km²) | 69,9   | 69,9   | 35,2    | 35,2    | 34,6      | 34,6      |

## Wójtowie
| Poczet wójtow gminy Orońsko | Poczet wójtow gminy Orońsko   | Poczet wójtow gminy Orońsko                           | Poczet wójtow gminy Orońsko                             | Poczet wójtow gminy Orońsko | Poczet wójtow gminy Orońsko                              | Poczet wójtow gminy Orońsko | Poczet wójtow gminy Orońsko | Poczet wójtow gminy Orońsko | Poczet wójtow gminy Orońsko | Poczet wójtow gminy Orońsko | Poczet wójtow gminy Orońsko |
| L.p. | Wójt                          | Wójt                                                  | Wójt                                                    | Wójt                        | Wójt                                                     | Podwójci                    | Podwójci                    | Podwójci                    | Podwójci                    | Podwójci                    |                             |
| L.p. | Okres                         | Imiona i nazwisko                                     | Partia polityczna                                       | Miejscowość                 | Uwagi                                                    | Okres                       | Imiona i nazwisko           | Partia polityczna           | Miejscowość                 | Uwagi                       |                             |
| --- | ----------------------------- | ----------------------------------------------------- | ------------------------------------------------------- | --------------------------- | -------------------------------------------------------- | --------------------------- | --------------------------- | --------------------------- | --------------------------- | --------------------------- | --------------------------- |
| 1. | 1918–1920                     | Roman Stanik (†1920)                                  |                                                         |                             |                                                          |                             |                             |                             |                             |                             |                             |
| 1. | 1918–1920                     | Roman Stanik (†1920)                                  | listopad 1919 – czerwiec 1927                           | Antoni Lesiak               | PSL „Piast”                                              | Krogulcza Mokra             |                             |                             |                             |                             |                             |
| 2. | maj 1920 – wrzesień 1929      | Adam Szczęsny                                         | listopad 1919 – czerwiec 1927                           | Antoni Lesiak               | PSL „Piast”                                              | Krogulcza Mokra             | BBWR                        |                             |                             |                             |                             |
| 2. | maj 1920 – wrzesień 1929      | Adam Szczęsny                                         | czerwiec 1927 – wrzesień 1929                           | Kacper Malmon               | BBWR                                                     |                             | BBWR                        |                             |                             |                             |                             |
| – | wrzesień 1929 – kwiecień 1931 | Kacper Malmon                                         | BBWR                                                    |                             | p.o. Wójta                                               |                             |                             |                             |                             |                             |                             |
| 3. | kwiecień 1931 – marzec 1935   | Antoni Lesiak                                         | BBWR                                                    | Krogulcza Mokra             |                                                          | kwiecień 1931 – marzec 1935 | Julian Tomczyk              |                             |                             |                             |                             |
| 4. | 1935 – 1939                   | Julian Tomczyk                                        |                                                         |                             | p.o. Wójta (marzec 1935 – czerwiec 1936); Wójt (od 1936) |                             |                             |                             |                             |                             |                             |
| |                               |                                                       |                                                         |                             |                                                          |                             |                             |                             |                             |                             |                             |
| 5. | 1990 – 1994                   | Józef Knop (*1956)                                    | PSL                                                     | Orońsko                     |                                                          |                             |                             |                             |                             |                             |                             |
| 6. | 1994 – 1995                   | Tadeusz Jan Strzecha (*1956)                          |                                                         | Tomaszów                    |                                                          |                             |                             |                             |                             |                             |                             |
| 7. | 1995 – 1998                   | Roman Bogusław Woźniak (*12.05.1961, Krogulcza Mokra) | PSL                                                     | Krogulcza Mokra             |                                                          |                             |                             |                             |                             |                             |                             |
| 8. | 1998                          | Bogdan Jarociński                                     |                                                         |                             |                                                          |                             |                             |                             |                             |                             |                             |
| 9. | 1998 – 2006                   | Waldemar Józef Matysiak (*1963)                       | PSL                                                     | Ciepła                      |                                                          |                             |                             |                             |                             |                             |                             |
| 10. | 2006 – 2014                   | Zdzisław Bredłowski (*1950)                           | Inicjatywa Samorządowa                                  | Orońsko                     |                                                          |                             |                             |                             |                             |                             |                             |
| 11. | 2014 - 2024                   | Henryk Nosowski (*10.05.1954, Gozdków)                | Porozumienie dla Rozwoju Gminy Orońsko                  | Orońsko                     |                                                          |                             |                             |                             |                             |                             |                             |
| 12. | od 2024                       | Sylwester Różycki                                     | KWW Sylwestra Różyckiego na Rzecz Rozwoju Gminy Orońsko | Orońsko                     |                                                          |                             |                             |                             |                             |                             |                             |
| Oprac.: Przeniosło, Marek: Preferencje polityczne mieszkańców ziemi szydłowieckiej w okresie II Rzeczypospolitej. [W:] Z dziejów powiatu szydłowieckiego. Red. Tenże. [Kielce] – Szydłowiec: „Panzet”, 2009; s. 149–173. |                               |                                                       |                                                         |                             |                                                          |                             |                             |                             |                             |                             |                             |

## Sołectwa
Bąków, Ciepła, Chronów, Kolonia Dolna, Kolonia Górna, Chronówek, Dobrut, Guzów, Guzów-Kolonia, Helenów, Krogulcza Mokra, Krogulcza Sucha, Łaziska, Orońsko, Śniadków, Tomaszów, Wałsnów, Zaborowie

## Sąsiednie gminy
Jastrząb, Kowala, Szydłowiec, Wierzbica, Wolanów